# 海中道路
海中道路（日语：／ Kaichūdōro */?），是位於日本沖繩縣宇流麻市的一條四車道分隔式公路，屬於沖繩縣道10號伊計平良川線的一部分，連接勝連半島和平安座島，全長4.7公里（一說全長5.2公里）。海中道路修建在一座橫穿海中的堤壩上，乃是一條堤道；為方便船舶通行和潮汐通過，海中道路設有一座橋樑和兩處水路。海中道路初期是作為產業道路建造的，但近年來，海中道路已成為沖繩熱門地標之一，而其一帶也是沖繩的熱門娛樂區。

## 歷史

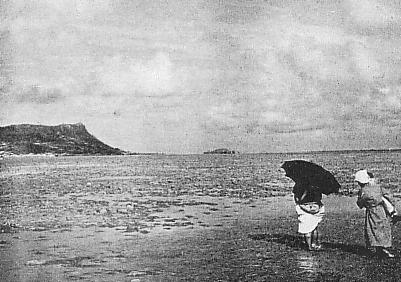
趁潮退徒步橫過勝連半島和平安座島之間的水域的人（1955年攝）

由於勝連半島屋慶名地區和平安座島之間的水域較淺，古時的人會在潮退時徒步來往兩地。平安座島流傳著和平家落人有關的傳說，而相鄰的宮城島則是琉球國罪犯的流放地。雖然這兩個島嶼在太平洋中看似各自獨立，但兩者在海底其實是連接在一起的。
為方便來往勝連半島和平安座島，駐琉球美軍自1956年開始把一些軍車改裝為兩棲車輛。1960年，琉球當地居民組建「海中道路建設委員會」，並於1961年開始嘗試興建海中道路，但在建成約200米後，琉球遭颱風吹襲，而道路建築也被吹倒。
1970年，美國企業海灣石油公司（已被雪佛龍收購）在平安座島興建其在琉球的石油基地。為補償平安座島島民的損失，也同時出於方便來往沖繩島和沿海工業區的緣故，海灣石油公司其時決定自資興建海中道路。
海中道路於1971年5月開工，於1972年4月22日通車，設二車道，路旁設街燈照明；吊橋長33米。海中道路於1974年正式完工，並被無償轉贈予當時的與那城村作為村道之用。1991年，海中道路升格為沖繩縣道，並開展道路改善工程。1999年，海中道路拓寬至四車道，而位於兩個方向的車道之間的道路中央公園也同時完工。原本在海中旋轉的舊橋也被較長的新橋所取代。2003年4月27日，「海之驛美麗之橋館」（海の駅あやはし館）在道路中央公園開幕。

## 地理

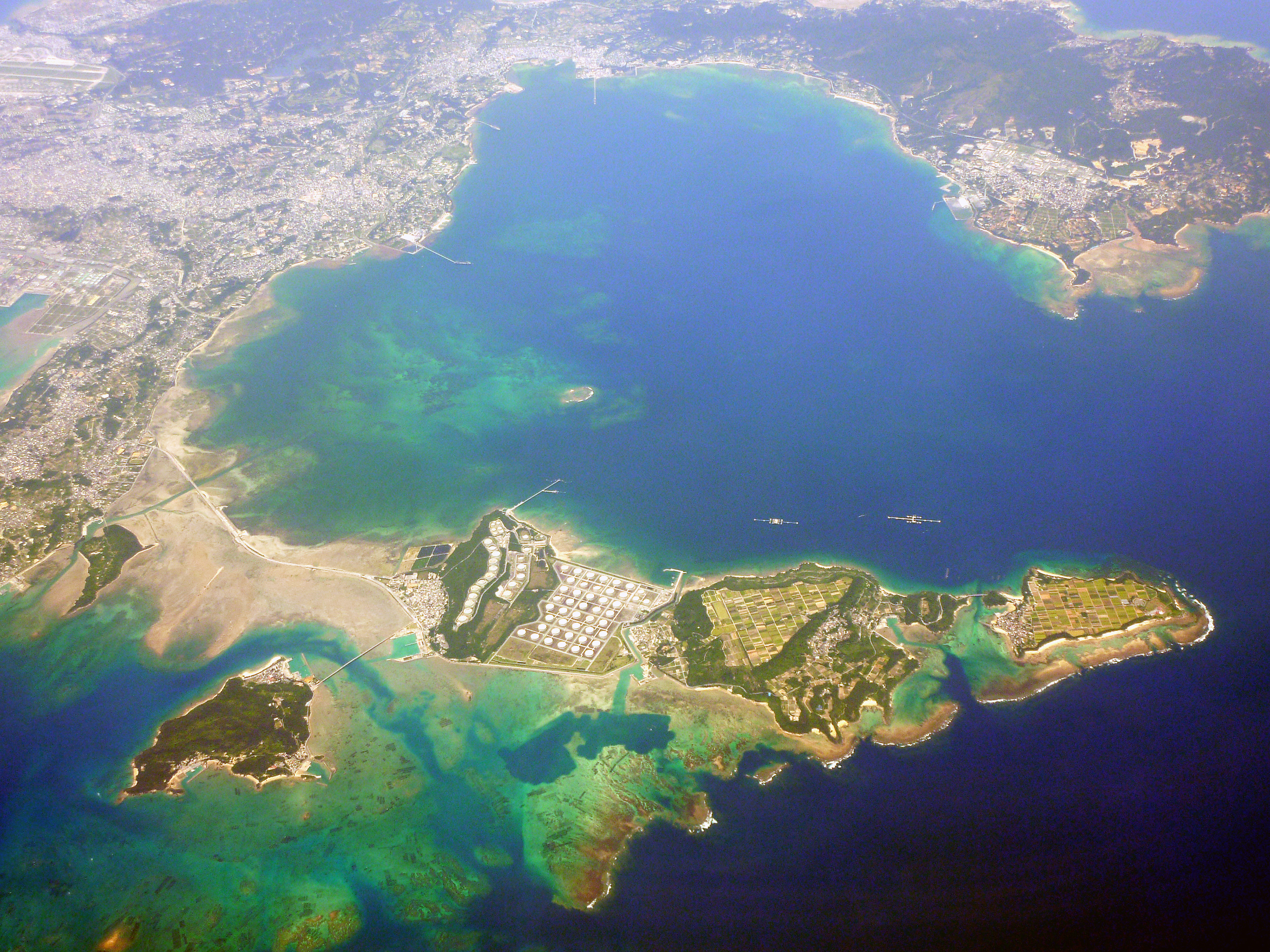
由高空望向金武灣和海中道路（2010年5月26日攝）

海中道路位於在淺灘建造的堤壩之上，和其他直望海底的橋樑不同，金武灣美麗、翠綠色的淺海有如沿人的視野在道路兩側蔓延。海中道路也是從沖繩島駕駛到平安群島、宮城島和伊計島的熱門路線。位於路中心的「海之驛美麗之橋館」（海の駅あやはし館）是一個設有停車場、廁所和交通消息室等設施的道路中央公園。公園還設有餐廳和淋浴設施，也適合海上休閒娛樂活動。海中道路也設有文化博物館，以及銷售沖繩本土特產（例如以灯心草編織的筵）、手工藝品和紀念品等的直銷商店。

## 活動
在每年4月的第一個星期日，海中道路都會舉行「美麗之橋海中公路賽」（あやはし海中ロードレース大会）。該比賽除了設有長21.0975公里的半程馬拉松競跑之外，也設有其他不同長度的競跑比賽，其中最短程的比賽短至3.5公里。